# Debi Sue Voorhees
Debi Sue Voorhees (Amarillo, 28 de julio de 1961) es una actriz estadounidense, reconocida por interpretar el papel de Tina en la película de terror de 1985 Friday the 13th: A New Beginning, donde coincidencialmente comparte el mismo apellido con el asesino serial y principal protagonista de la serie, Jason Voorhees.

## Carrera
Antes de iniciar una carrera como actriz, Tina fue una conejita Playboy en el Dallas Playboy Club. Desde 1982 hasta 1986 tuvo varios papeles menores en películas y series de televisión que incluyeron un papel de siete episodios en el programa Dallas entre 1982 y 1985. Aparte de su participación en la cinta Friday the 13th: A New Beginning, también apareció en los documentales His Name Was Jason: 30 Years of Friday the 13th (2009) y Crystal Lake Memories: The Complete History of Friday the 13th (2013). Aparte de su carrera como actriz, Voorhees trabajó como profesora de literatura, inglés, gramática y periodismo en dos escuelas secundarias de Texas y Nuevo México hasta que fue despedida de ambas luego de que su participación en la quinta película de Friday the 13th fuera descubierta, particularmente sus escenas de desnudos y la horrible escena de su muerte en la cinta, donde es cegada con una tijera de podar a manos del asesino.
En 2012 escribió, dirigió y actuó en la película de comedia independiente Billy Shakespeare. La cinta fue el debut como directora de Voorhees y fue producida por su propia compañía, Voorhees Films. Voorhees está preparando, como directora y protagonista, un film de terror llamado 13 Fanboy, donde interpreta a una versión ficcionalizada de ella misma.

## Filmografía

### Cine
- Innocent Prey (1984) – Prostituta
- Avenging Angel (1985) – Roxie
- Friday the 13th: A New Beginning (1985) – Tina
- Appointment with Fear (1985) – Ruth
- Billy Shakespeare (2014) – Bruja

### Televisión
- Dallas (1982-1985) – Caroline
- Riptide (1986) – Tippy